# Ironia soartei
Ironia soartei (titlul original: în rusă Ирония судьбы, или С лёгким паром!, transliterat: Ironia sudbî, ili S liogkim parom!) este o comedie romantică sovietică din 1976, regizată de Eldar Reazanov. Scenariul a fost scris de Emil Braghinski și Eldar Reazanov, bazat pe piesa lor din 1971 Odată, în noaptea de Anul Nou (rusă Однажды в новогоднюю ночь). Filmările au avut loc în 1975 la studioul Mosfilm.
Acesta este unul din cele mai de succes producții cinematografice sovietice, bucurându-se de popularitate și în prezent. Tradițional, filmul este difuzat anual în seara de Anul Nou de principalele canale TV rusești.
Filmul a fost premiat cu Premiul de Stat al URSS în 1977.
Pentru prima dată filmul a fost difuzat în URSS pe 1 ianuarie 1976 la ora 17:45, la Televiziunea Centrală. Audiența primei difuzări e estimată la 100 de milioane de telespectatori. Conform lui Fiodor Ibatovici Razzakov, până în anul 1978 filmul a fost văzut de circa 250 de milioane de oameni.

## Distribuție
- Andrei Meagkov – Evgheni Lukașin, aka Jenia
- Barbara Brylska – Nadejda Șeveleova, aka Nadia (voce — Valentina Talîzina, interpretare — Alla Pugaciova)
- Valentina Talîzina – Valia
- Iuri Iakovlev – Ippolit
- Aleksandr Șirvindt – Pavlik
- Gheorghi Burkov – Mișa
- Lia Ahedjakova – Tania
- Aleksandr Beliavski – Sașa
- Liubov Dobrjanskaia – mama lui Jenia
- Olga Naumenko – Galia
- Gottlieb Roninson – bărbatul de la aeroportul din Leningrad, care urma să zboare la Krasnoiarsk
- Eldar Reazanov – pasager din avionul Moscova - Leningrad, prieten de-al lui Jenea
- Liubov Sokolova – mama Nadiei

### Sonorizare
- Serghei Nikitin – Jenia (voce, în timpul cântării)
- Aleksandr Șirvindt – naratorul (la începutul filmului)
- Valentina Talîzina – Nadia (voce)
- Alla Pugaciova – Nadia (voce, în timpul cântării)

## Lansare
A fost lansat în anul 1976 și a avut parte de succes comercial, fiind vizionat de 7,0 milioane de spectatori în cinematografele din Uniunea Sovietică.